# Скотт Арфілд
Скотт Арфілд (англ. Scott Arfield, нар. 1 листопада 1988, Лівінгстон) — канадський та шотландський футболіст, півзахисник шотландського клубу «Рейнджерс». Виступав за молодіжні збірні Шотландії та національну збірну Канади.

## Клубна кар'єра

### «Фолкерк»
Арфілд пройшов через академію шотландського «Фолкерка» і отримав можливість грати за першу команду. Він дебютував за «Фолкерк» 4 серпня 2007 року у виграному 4:0 гостьовому матчі проти «Гретни» в день відкриття сезону 2007/08. Свій перший гол він забив у програному 2:4 матчі з «Інвернесс Каледоніан Тісл». Потім він забив двічі у виграному 4:0 матчі проти «Сент-Міррена». У грудні 2007 року Арфілд отримав приз найкращого молодого гравця місяця в шотландській Прем'єр-лізі. У лютому 2008 року він підписав новий п'ятирічний контракт з «Фолкерком» і закінчив сезон з трьома голами в 35 матчах ліги.

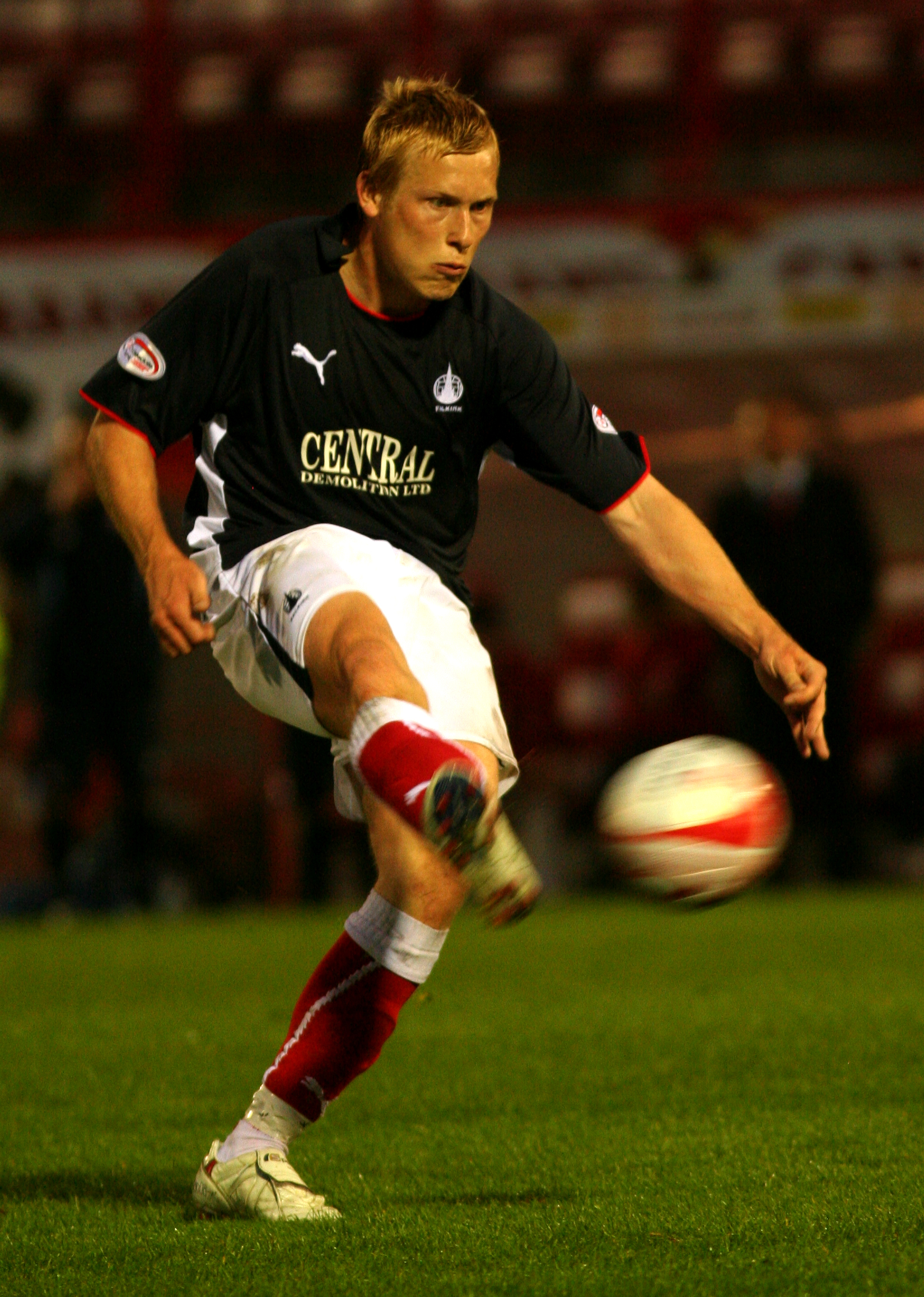
Скотт Арфілд у складі «Фолкерка». 2009 рік

У сезоні 2008/09 Арфілд виграв свій другий приз найкращому молодому гравцеві місяця, цього разу за вересень 2008 року. Він був у складі «Фолкерка», коли команда поступилася 0:1 «Рейнджерсу» у фіналі Кубка Шотландії. Арфілд забив 10 голів в сезоні 2008/09, сім з них — в лізі.
Наступного сезону Арфілд отримав 10-й номер, який раніше носив Стівен Преслі. «Гамільтон Академікал» запропонував £ 100 000 за Арфілда в серпні 2009 року, але «Фолкерк» відхилив пропозицію з формулюванням «ми засумнівалися, чи не пропустили ми нуль у запропонованій сумі».
Перша поява Арфілда на полі в сезоні 2009/10 відбулася в переможному 1:0 домашньому матчі Ліги Європи проти «Вадуца». Він закінчив сезон з трьома голами в 36 матчах ліги, але «Фолкерк» вилетів з Прем'єр-ліги.
Після вильоту «Фолкерка» пішли чутки про прийдешнє звільнення Арфілда з клубу. 17 травня 2010 року було підтверджено, що гравець веде переговори з англійським «Гаддерсфілд Таун» і повинен пройти медогляд в клубі. До того часу «Фолкерк» вже відхилив пропозиції «Гамільтон Академікал», «Гіберніана», «Гарт оф Мідлотіана» та «Саутгемптона».
Арфілд покинув «Фолкерк», зігравши за клуб в цілому 108 матчі й забивши 13 голів. Він провів свій останній матч за «Фолкерк» проти «Кілмарнока», який і оформив клубу виліт у нижчий дивізіон.

### «Гаддерсфілд Таун»

#### Сезон 2010/11
21 травня 2010 року було оголошено, що Арфілд підписав контракт з «Гаддерсфілд Таун», а «Фолкерк» отримав за нього £ 400 000, але надалі виплата могла збільшитися до £ 600 000 за певної кількості проведених матчів.
Гравець дебютував за «Гаддерсфілд» в переможному 3:0 матчі з «Ноттс Каунті» 7 серпня 2010 року. 11 вересня 2010 року він забив свій перший гол за «тер'єрів» на стадіоні «Брисбен Роуд» у ворота «Лейтон Орієнт», матч закінчився 2:1 на користь «Гаддерсфілда». Через тиждень Арфілд забив свій перший гол на домашньому стадіоні «Гаддерсфілда» проти «Йовіл Таун» (4:2).

#### Сезон 2011/12
Арфілд був постійним гравцем основи «Гаддерсфілда», зіграв 38 матчів і забив два голи у всіх змаганнях, «Гаддерсфілд» закінчив сезон в плей-оф і отримав право боротися за вихід у Чемпіоншип. У фіналі на «Вемблі» «Гаддерсфілд» обіграв «Шеффілд Юнайтед» по пенальті (8:7), Арфілд забив свій пенальті, зробивши рахунок 2:1 на користь свого клубу.

#### Сезон 2012/13
У першому сезоні «Гаддерсфілда» в Чемпіоншипі Арфілд рідше з'являвся на полі й в кінці сезону був відпущений клубом разом з Томом Кларком і Аланом Лі.

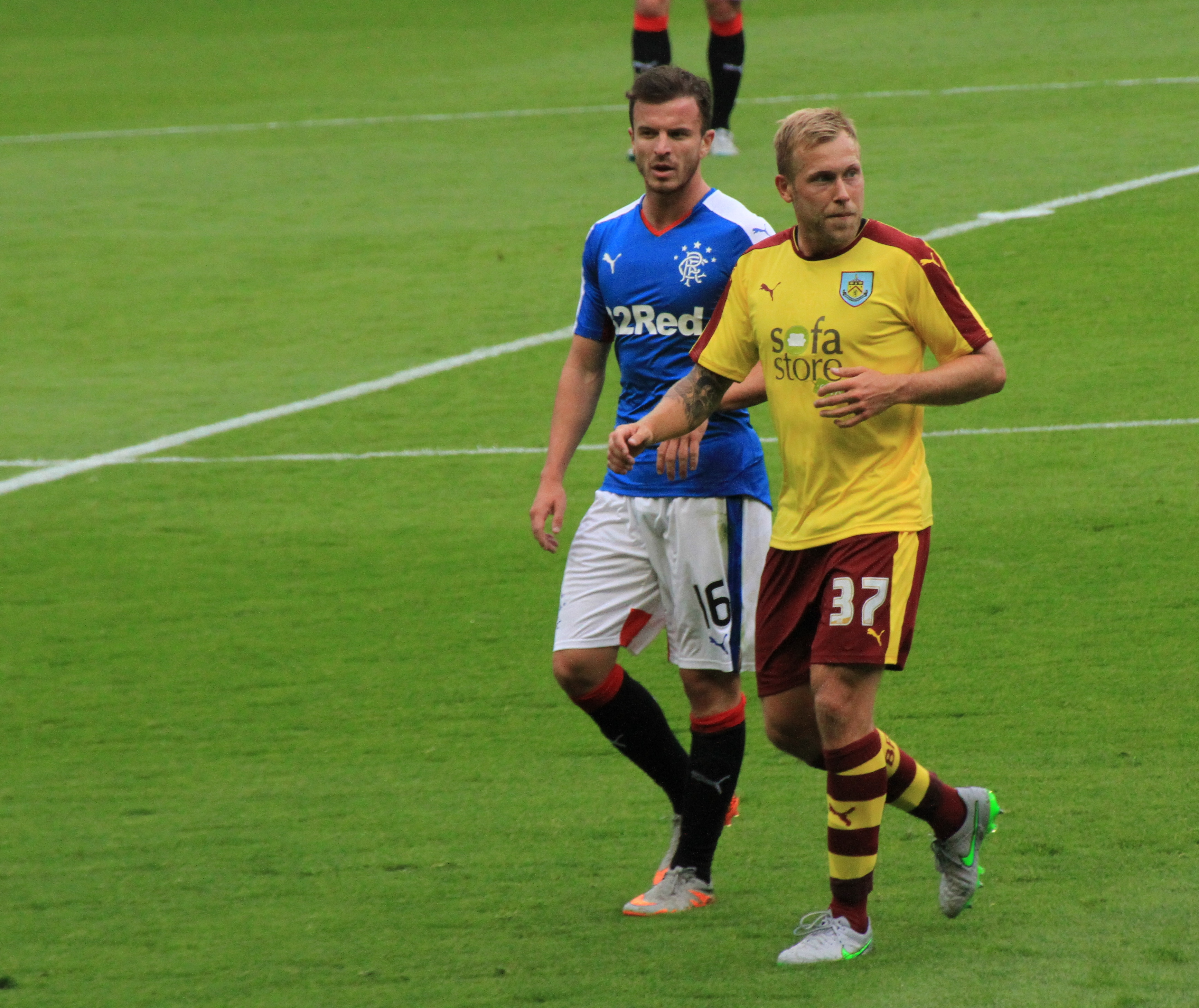
Скотт Арфілд (праворуч) у складі «Бернлі». 2015 рік.

### «Бернлі»
Після відходу з «Гаддерсфілда» Арфілд пройшов перегляд в «Бернлі» і забив у переможному 3:0 матчі з «Корк Сіті» 15 липня 2013 року, через 4 дні він підписав з «бордовими» контракт на два роки. Арфілд взяв 37-й номер на згадку про гравця юнацького складу «Фолкерка» Крейга Гованса, який носив той же номер і загинув у залізничній аварії у 2005 році. Арфілд забив свій перший офіційний гол за «Бернлі» 6 серпня 2013 року, в матчі з «Йорк Сіті» (4:0) в Кубку Ліги. Всього в тому сезоні гравець забив 9 голів у 49 матчах за «Бернлі». «Бернлі» домігся виходу в Прем'єр-Лігу, а Арфілд підписав контракт з клубом на три роки в липні 2014 року.

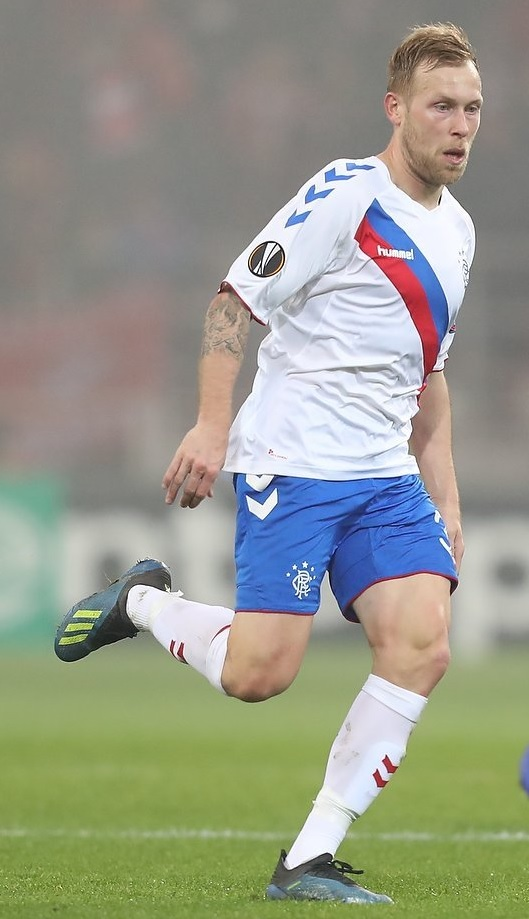
Скотт Арфілд під час виступів за «Рейнджерс». 2018 рік.

Арфілд забив у своєму дебютному матчі в Прем'єр-лізі проти «Челсі» в матчі відкриття сезону, проте за підсумками сезону 2014/15 «Бернлі» зайняло 19 місце і вилетіло назад у Чемпіоншип, а через рік, вигравши його, знову повернулось у Прем'єр-лігу. Відіграти за клуб з Бернлі 177 матчів в національному чемпіонаті.

### «Рейнджерс»
У 2018 році Арфілд підписав 4-річний контракт з «Рейнджерс». 7 квітня 2019 року Арфілд зробив свій перший хет-трик у грі проти «Мотервелла» (3:0).
2021 року Арфілд допоміг «Рейнджерсу» вперше за 10 років виграти чемпіонський титул, завершивши сезон без поразок і набравши рекордні 102 очки. Наступного року він став з командою володарем Кубка Шотландії, а також допоміг команді стати фіналістом Ліги Європи. Наразі встиг відіграти за шотландський клуб 113 матчів у національному чемпіонаті.

## Виступи за збірні

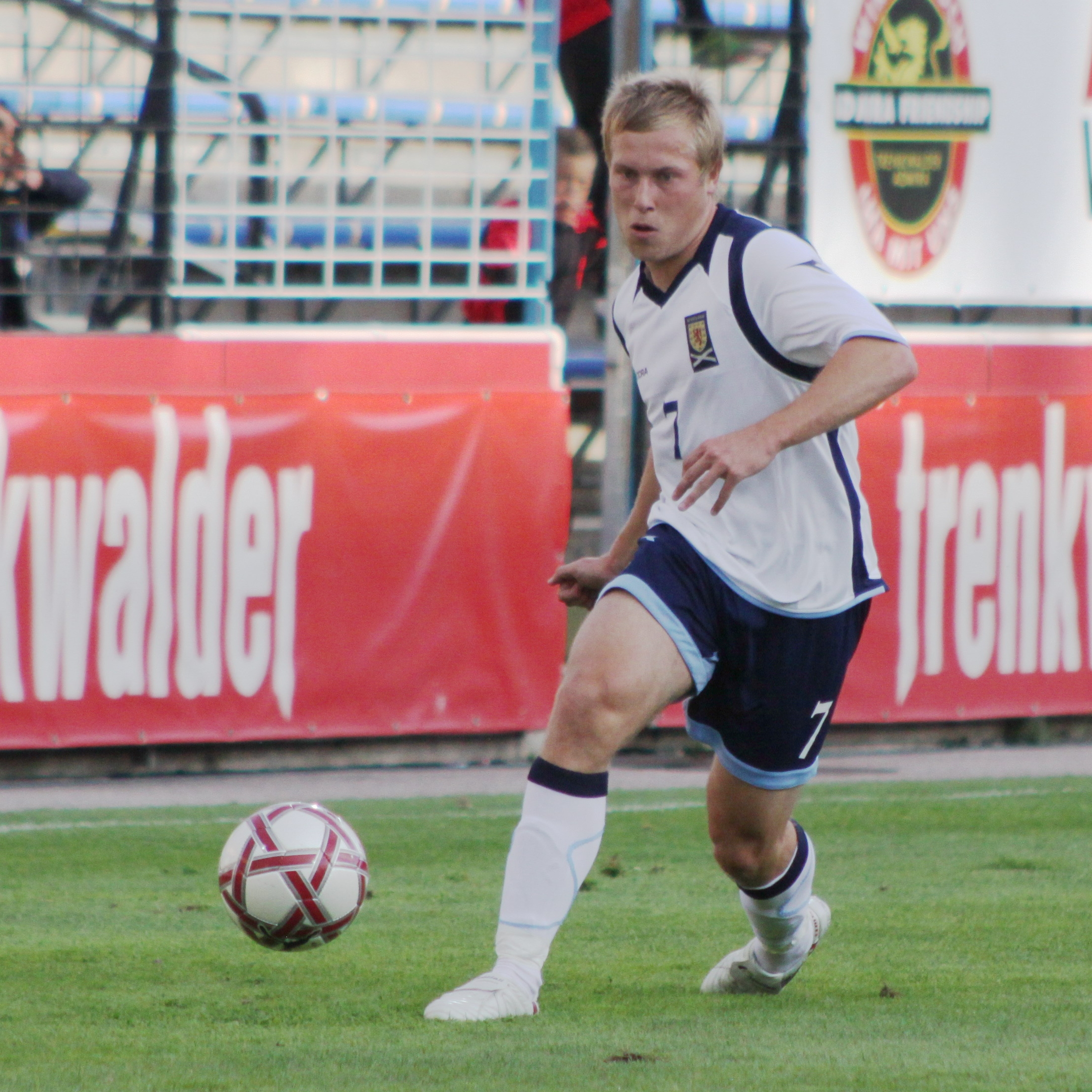
Арфілд в грі за молодіжну збірну Шотландії

### Шотландія
Арфілд грав за молодіжні збірні Шотландії до 19 та до 21 років і другу збірну.
Він дебютував за молодіжну збірну в товариському матчі (3:1) проти Австрії. Арфілд був членом збірної Шотландії у віці до 21 року і зіграв у жовтні 2007 року проти (0:4). Він був постійним гравцем команди Біллі Старка протягом європейських відбіркових кампаній 2009 і 2011 років. Перший гол за «молодіжку» Арфілд забив у нічийному 2:2 матчі з Україною 6 лютого 2008 року.
Перший і єдиний матч за другу збірну Шотландії провів проти другої команди Північної Ірландії на стадіоні Excelsior в Ердрі 6 травня 2009 року. Шотландія виграла гру 3:0.

### Канада
Оскільки батько Арфілда народився в Торонто, гравець мав право виступати за збірну Канади. У лютому 2016 року повідомлялося, що гравець готовий подати заявку в ФІФА, щоб приєднатися до збірної Канади, більше не сподіваючись на виклик в головну збірну Шотландії.
В березні 2016 року Арфілд був включений до складу команди Канади на відбірковий матч до ЧС проти Мексики. Він дебютував 25 березня, замінивши Тозейнта Рікеттса у програному 0:3 домашньому матчі з Мексикою. Арфілд був включений до складу збірної Канади на Золотий кубок КОНКАКАФ 2017
Наступного року у складі збірної був учасником розіграшу Золотого кубка КОНКАКАФ 2017 року у США. На турнірі в першому ж матчі проти збірної Французької Гвіани (4:2) Арфілд відзначився голом, який став першим для Скотта у футболці збірної. За два роки Арфілд був викликаний до збірної для участі у наступному Золотому кубку КОНКАКАФ 2019 року, де знову у першому матчі в груповому раунді проти збірної Мартиніки забив гол на 67-й хвилині і разом із командою здобув перемогу з рахунком 4:0. На обох континентальних першостях канадці вилетіли на стадії чвертьфіналу.
Арфілд був включений до попередньої заявки з 60 гравців на Золотий кубок КОНКАКАФ 2021 року, але не потрапив до остаточної команди з 23 осіб і у січні 2022 року Арфілд оголосив про завершення своїх виступів за збірну. Всього у її складі півзахисник провів 19 ігор і забив 2 голи.

## Досягнення
- Переможець англійського Чемпіоншипу (1):

«Бернлі»: 2015/16
- Чемпіон Шотландії (1):

«Рейнджерс»: 2020-21
- Володар Кубка Шотландії (1):

«Рейнджерс»: 2021-22